# Cheese (logiciel)
Pour les articles homonymes, voir Cheese.
Cheese est une application GNOME semblable à Photo Booth, permettant de prendre des photos ou vidéo à partir d'une caméra de type webcam, connecté via le protocole USB UVC. Elle a été développée dans le cadre du Summer of Code 2007 de Google par Daniel G. Siegel, et est placée sous licence GPL v2. Elle utilise GStreamer afin d'appliquer des effets à des photos ou des vidéos.
Cheese est inclus dans GNOME depuis la version 2.22.
Il possède trois modes d'enregistrement :
- photographie ;
- vidéographie ;
- rafale.

## Effets
Cheese peut appliquer les effets suivants :
- Mauve ;
- Noir/Blanc ;
- Saturation ;
- Hulk ;
- Miroir vertical ;
- Miroir horizontal ;
- Shagadelique ! ;
- Vertigo ;
- Contour ;
- En petits dés ;
- Déformer.